# Лісневичі (гміна)
Гміна Лісневичі (пол. Gmina Leśniowice) — сільська гміна у східній Польщі. Належить до Холмського повіту Люблінського воєводства.
Станом на 31 грудня 2011 у гміні мешкала 3861 особа.

## Площа
Згідно з даними за 2007 рік площа гміни становила 117.85 км², у тому числі:
- орні землі: 80.00%
- ліси: 13.00%

Отже площа гміни становить 6.62% площі повіту.

## Населення
Станом на 31 грудня 2011:
| Опис     | Загалом | Загалом | Чоловіки | Чоловіки | Жінки | Жінки |
| -------- | ------- | ------- | -------- | -------- | ----- | ----- |
| одиниця  | осіб    | %       | осіб     | %        | осіб  | %     |
| все      | 3861    | 100     | 1904     | 49.31    | 1957  | 50.69 |
| міське   | 0       | 100     | 0        |          | 0     |       |
| сільське | 3861    | 100     | 1904     | 49.31    | 1957  | 50.69 |

## Сусідні гміни
Гміна Лісневичі межує з такими гмінами: Войславичі, Жмудь, Камінь, Крашнічин, Сенниця-Ружана, Холм.

## Історія
Колишня гміна Раколупи (до 1933 року центр гміни розташовувався у Раколупах, у 1933—1953 роках — в Чорнолозах, а у 1953—1954 роках — у Лісневичах). За даними Варшавського статистичного комітету у 1909 році у гміні Раколупи мешкало 8,1 тис. осіб, у тому числі 54,7% православних і 44,4% римо-католиків (у 1905 році — 55,8% православних і 42% римо-католиків).